# Steinkopf (Taunus)

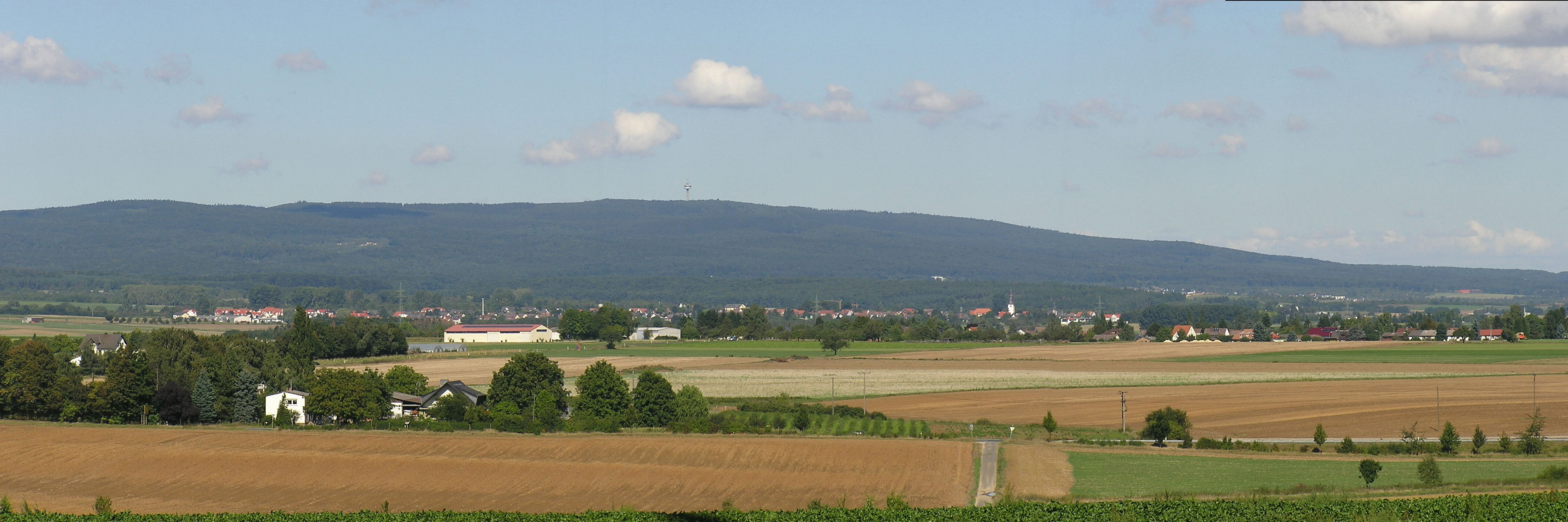
Blick von Karben nordwestwärts zum Steinkopf mit dortigem Fernmeldeturm und rechts befindlichem Bergsporn Winterstein

Der Steinkopf bei Ober-Rosbach im Wetteraukreis und Pfaffenwiesbach im Hochtaunuskreis in Hessen ist ein 518 m ü. NHN hoher Berg im östlichen Taunus und die östlichste Taunus-Erhebung über 300 m. Er gehört mit einer Dominanz von 10,170 km und einer Prominenz von 173 m zu den fünf eigenständigsten Gipfeln im Taunus. Insbesondere für die unmittelbar östlich anschließende Wetterau bildet der Steinkopf eine weithin sichtbare Landmarke.
Es gibt noch mehrere gleichnamige Berge im Taunus, siehe Steinkopf.

## Geographie

### Lage

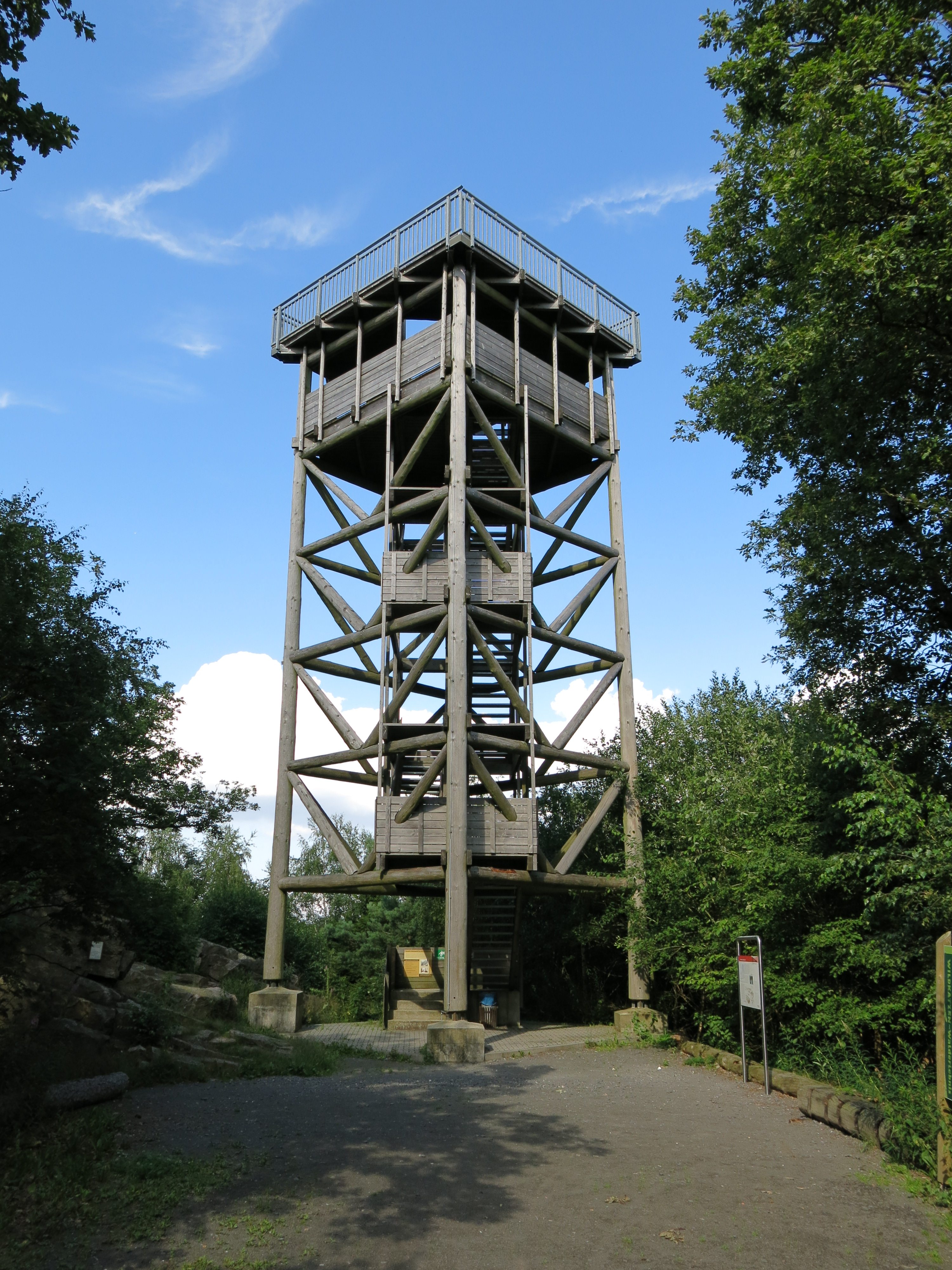
Wintersteinturm

Der Steinkopf erhebt sich im Naturpark Taunus zwischen dem zu Rosbach vor der Höhe im Wetteraukreis gehörenden Ober-Rosbach und dem zu Wehrheim im Hochtaunuskreis zählenden Dorf Pfaffenwiesbach; die Grenze beider Kreise verläuft rund 200 m nordwestlich vom Gipfel des bewaldeten Steinkopfs. Der Gipfel liegt im Wetteraukreis 3,3 km nordwestlich von Ober-Rosbach, 4,2 km westlich vom Friedberger Stadtteil Ockstadt, auf dessen Gemarkung er liegt, und 3,7 km östlich von Pfaffenwiesbach.
Etwa 850 m nordnordöstlich des Gipfels liegt der Bergsporn Winterstein (482,3 m) und 400 m südlich des Gipfels der Dachskopf (512,6 m). Letzterem vorgelagert sind jeweils etwa 1 km entfernt der Mainzer Kopf (420,9 m) im Südosten und der Kuhkopf (ca. 500 m) im Südwesten. Sie gehören alle zum Steinkopfmassiv.
Auf der Westflanke des Steinkopfs entspringt der Holzbach und auf seiner Nordostflanke der Seebach, die jeweils in die Usa münden. Zudem entspringt auf der Ostflanke der Wetter-Zufluss Straßbach und auf der Südsüdostflanke des Dachskopfs der Rosbach-Zufluss Fahrenbach.
Die Ostflanke des Steinkopfs wird in ihrem unteren Teil von der A 5 passiert, zwischen dem Rasthof Wetterau und der Anschlussstelle Friedberg. Vor allem für den von Norden kommenden Verkehr stellt der Steinkopf ab dem Gambacher Kreuz eine auffallende Landmarke dar.

### Naturräumliche Zuordnung
Der Steinkopf gehört in der naturräumlichen Haupteinheitengruppe Taunus (Nr. 30) und in der Haupteinheit Hoher Taunus (301) zur Untereinheit Winterstein-Taunuskamm (301.4). In derselben Haupteinheit grenzen die Untereinheiten Johannisberg-Taunus (301.5) im Nordosten und Feldberg-Taunuskamm (301.3) im Südwesten an.

### Einschlagkrater
Nach Untersuchungen eines Teams der Uni Marburg könnte zwischen dem Steinkopf und dem 2,7 km südsüdöstlich bei Ober-Rosbach gelegenen Salzberg (341,1 m) ein Meteorit niedergegangen sein, der insbesondere das einem Einschlagkrater ähnelnde Tal des Fahrenbachs gebildet haben könnte. Es konnten bei einer genauen geologischen Untersuchung von Gesteinsproben jedoch keine Hinweise auf eine Impaktmetamorphose gefunden werden, nur Quarzit mit üblichen von der Gebirgsbildung verursachten Deformationen.

## Nutzung

### Limes mit Kastellen
Auf der Westflanke des Steinkopfs verläuft der Obergermanisch-Raetische Limes mit dem im Nordwesten liegenden Kastell Kaisergrube und den nahe dem Kuhkopf befindlichen Kastellen Ockstädter Wald und Kapersburg.

### Fernmeldeturm

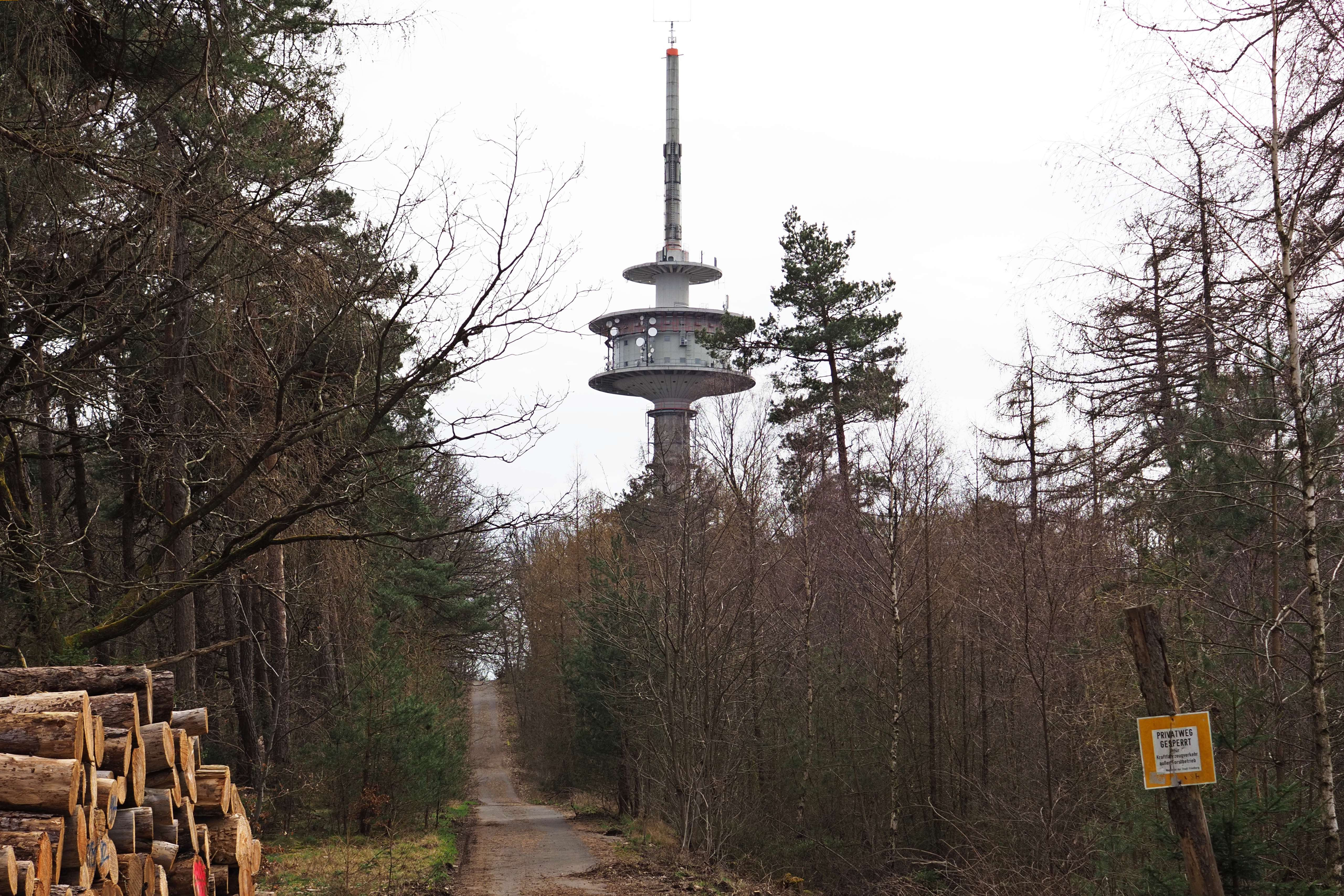
Fernmeldeturm von der Zufahrtsstraße aus („Postturmstraße“)

Auf der Gipfelregion des Steinkopfs steht ein 105,35 m hoher Fernmeldeturm (Typenturm), der bei gutem Wetter von Frankfurt am Main über die Wetterau bis zum Vogelsberg zu sehen ist. Der 1972 in Betrieb genommene Turm wurde ursprünglich auch als Fernsehsender genutzt und dient heute als Richt- und Mobilfunkanlage.

### Militär
Seit 1949 wird eine Fläche an der Südwestflanke als Munitionslager genutzt, zunächst durch die Streitkräfte der Vereinigten Staaten, seit 1997 durch die Bundeswehr. Eine Fläche von 3200 ha an der Nordseite wurde als Truppenübungsplatz vorgesehen, genutzt wurden jedoch nur 70 ha. Inzwischen sind davon 59,44 ha am nordöstlich des Wintersteins gelegenen Eichkopf als Fauna-Flora-Habitat (FFH-Nr. 5617-302) ausgewiesen. Am späteren Nordrand des Platzes befanden sich Sendebunker des FHQ Adlerhorst, nordöstlich und südöstlich des Platzes zwei Depots der US-Army.

### Steinbruch

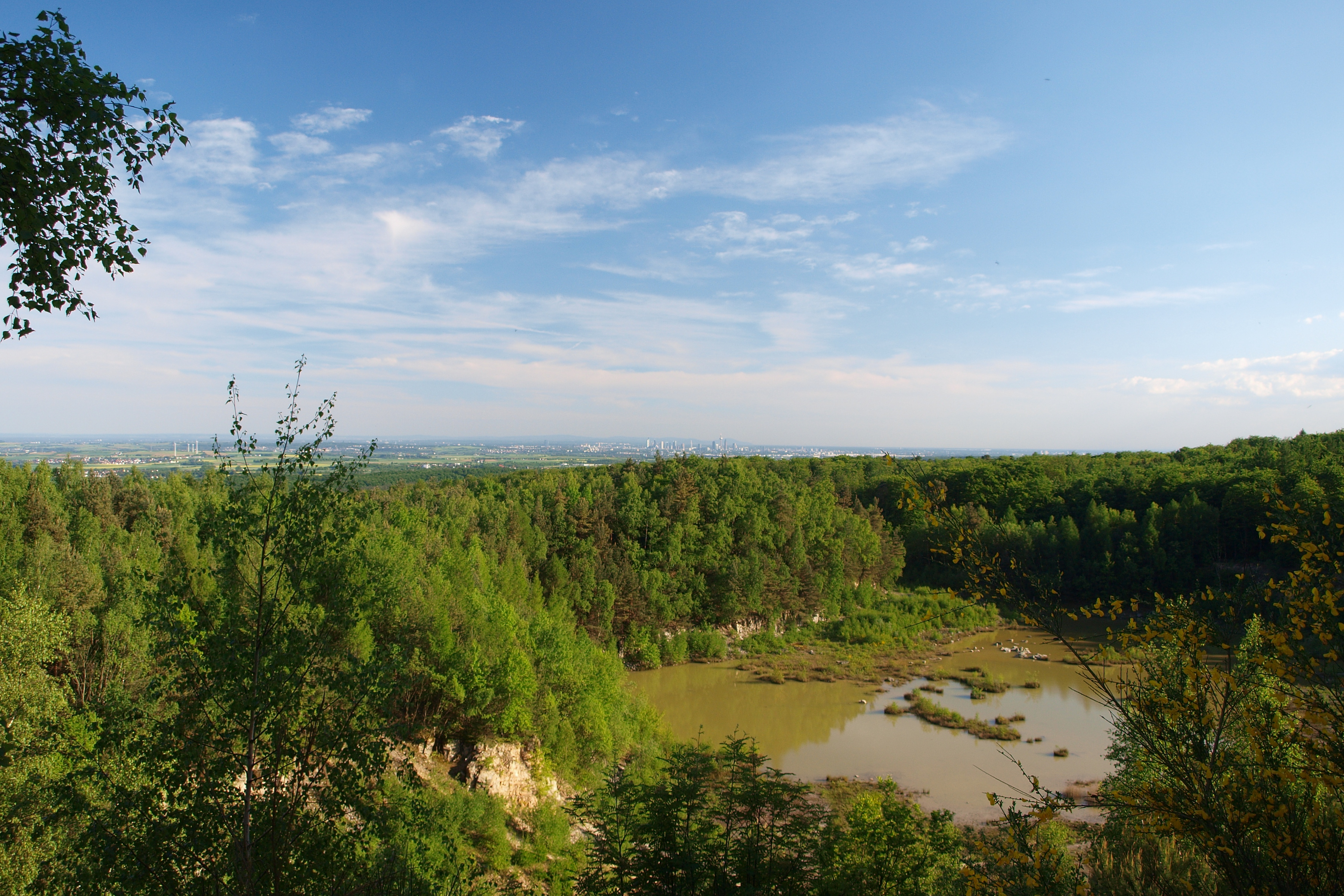
Blick vom Aussichtspunkt über den ehemaligen Quarzit-Steinbruch am Saukopf

Auf dem Südosthang des südwestlich vom Steinkopf und ebenfalls nahe Ober-Rosbach gelegenen Saukopfs befand sich ein Quarzit-Steinbruch, von dem Teile seit 2010 als Naturschutzgebiet Quarzitbruch bei Rosbach (CDDA-Nr. 555514019; 5,14 ha groß) ausgewiesen sind.

### Bergbau
Beginnend in römischer Zeit und verstärkt im 19. Jahrhundert wurde Bergbau auf Blei und Silber betrieben, siehe Alte Kaisergrube.

## Winterstein

### Lage
Der Winterstein (⊙) ist ein etwa 850 m nordnordöstlich vom Steinkopfgipfel gelegener, 482,3 m hoher Sporn, der sich von der tief liegenden Wetterau aus gesehen nicht vom Steinkopf abhebt; er liegt 3,8 km westlich von Ockstadt auf dem Gemeindegebiet von Ober-Mörlen. In der Umgebung wird oft das ganze Steinkopfmassiv als Winterstein bezeichnet. Auf vielen Karten ist nur dieser Sporn eingezeichnet, obwohl er niedriger als der Steinkopfgipfel ist.

### Wintersteinturm
Bereits 1888 wurde auf dem Winterstein vom Taunusklub Wetterau ein kleiner hölzerner Aussichtsturm errichtet. Um 1920 folgte durch das Hessische Staatsbad der Bau eines neuen Holzturms, der 1960 um ein Stockwerk erhöht wurde. Im Jahr 2004 wurde dieser bedingt durch Baufälligkeit abgerissen. Durch eine Bürgerinitiative aus Ober-Mörler, Bad Nauheimer und Friedberger Bürgern sowie verschiedenen Spenden von Firmen, Institutionen etc. gelang es daraufhin, einen neuen, höheren und gänzlich aus Douglasienholz gebauten, fünfstöckigen Holzturm (17,65 m) mit zwei Aussichtsplattformen zu errichten – Winterstein genannt. Das Richtfest fand am 1. Mai 2005 und die Turmeinweihung am 3. Juli 2005 statt.
Seine untere auf 13,9 m Höhe liegende Aussichtsplattform erreicht man über 4 Beton- und 71 Metallstufen, die obere auf 16,73 m Höhe gelegene Plattform nach weiteren 14 Metallstufen. Die quadratische obere Plattform hat eine Kantenlänge von 6,7 m und ist mit einer 1,15 m hohen Metallbrüstung eingefasst. Von dort fällt der Blick aus 498,41 m Höhe nach Nordwesten zum Westerwald, nach Norden zum Gladenbacher Bergland, nach Osten in die Wetterau und, jenseits davon, zum Vogelsberg, nach Südosten zum Spessart sowie in Richtung Süden nach Frankfurt am Main und, jenseits davon, zum Odenwald. Bei sehr guten Sichtverhältnissen reicht er im Norden bis zum Rothaargebirge, im Nordnordosten bis zum Kellerwald, im Nordosten bis zum Knüllgebirge, im Osten bis zur Rhön und im Süden bis zum 150 km entfernten Schwarzwald.

## Tourismus
Auf der Nordflanke von Steinkopf und Winterstein liegt der letztlich auf der Wintersteinstraße zu erreichende Wandererparkplatz Winterstein (ca. 335 m), der ab dem Gewerbegebiet von Ober-Mörlen ausgeschildert ist. Westlich vorbei am Steinkopf führt den dortigen Limes kreuzend der Europäische Fernwanderweg E3. Beginnend im westlich gelegenen Pfaffenwiesbach durch das Tälchen des Wiesbachs zum am Limes befindlichem Kastell Kapersburg und weiter durch den Wald an Kuhkopf (ca. 500 m) und Dachskopf 512,6 m vorbei ist der Berggipfel gut erreichbar.
Über den Winterstein verläuft der etwa 7 km lange Erlebnispfad Wildkatzen-Walderlebnis. Der vom BUND eingerichtete Rundweg beginnt und endet am Wandererparkplatz Winterstein. Er führt vorbei am Aussichtsturm Winterstein. Auf dem Pfad, der vielerorts auf schmalen Trampelpfaden angelegt ist, sind etwa 190 Höhenmeter zu bewältigen.